# Андрес Гарсія (футболіст, 2003)
Андре́с Гарсі́я Робле́до (ісп. Andrés García Robledo; нар. 7 лютого 2003, Вільяр-дель-Арсобіспо) — іспанський футболіст, захисник англійського клубу «Астон Вілла».

## Клубна кар'єра

### «Леванте»
Виступав за юнацькі команди «Торре Леванте» та «Інтер Сан-Хосе», а 2021 року приєднався до системи клубу «Леванте». В липні 2022 року переведений до резервного складу, що змагається у Терсері Федерасьйон.
10 вересня 2022 року дебютував у складі резерву в матчі проти «Торренте», а 6 листопада в поєдинку проти «Ельче Ілісітано» забив свій перший гол. 3 січня 2023 року дебютував в основному складі «Леванте» в матчі Кубка Іспанії проти «Хетафе», вийшовши на заміну Алексу Кантеро. 29 квітня 2023 року в поєдинку проти «Алавеса» дебютував у Сегунді.
22 липня 2023 року продовжив контракт з «Леванте» ще на один рік з опцією продовження ще на три сезони. У вересні 2023 року отримав травму, через яку вибув на три місяці.
7 лютого 2024 року продовжив контракт з клубом до літа 2027 року. Свій перший гол у професіональній кар'єрі забив 26 травня 2024 року, відзначившись в матчі Сегунди проти «Алькоркона».

### «Астон Вілла»
21 січня 2025 року підписав контракт з англійським клубом «Астон Вілла». Сума трансфееру становила 6 млн фунтів стерлінгів, а ще 1 млн був передбачений у вигляді бонусів. 1 лютого 2025 року дебютував за нову команду в матчі Прем'єр-ліги проти «Вулвергемптон Вондерерз», вийшовши в стартовому складі.

## Кар'єра в збірній
В березні 2025 року вперше викликаний в збірну Іспанії до 21 року для участі в товариських матчах проти збірних Чехії та Німеччини. В червні 2025 року потрапив в заявку збірної до 21 року на молодіжний чемпіонат Європи в Словаччині. На турнірі провів один матч, а його команда дійшла до чвертьфіналу, де поступилась англійцям.

## Статистика виступів
Станом на 12 квітня 2025 
| Клуб              | Сезон             | Чемпіонат           | Чемпіонат | Чемпіонат | Кубок | Кубок | Кубок ліги | Кубок ліги | Єврокубки | Єврокубки | Всього | Всього |
| Клуб              | Сезон             | Дивізіон            | Матчі     | Голи      | Матчі | Голи  | Матчі      | Голи       | Матчі     | Голи      | Матчі  | Голи   |
| ----------------- | ----------------- | ------------------- | --------- | --------- | ----- | ----- | ---------- | ---------- | --------- | --------- | ------ | ------ |
| Леванте Б         | 2022–23           | Терсера Федерасьйон | 31        | 1         | 0     | 0     | —          | —          | —         | —         | 31     | 1      |
| Леванте           | 2022–23           | Сегунда Дивізіон    | 1         | 0         | 2     | 0     | —          | —          | —         | —         | 3      | 0      |
| Леванте           | 2023–24           | Сегунда Дивізіон    | 24        | 1         | 0     | 0     | —          | —          | —         | —         | 24     | 1      |
| Леванте           | 2024–25           | Сегунда Дивізіон    | 22        | 3         | 1     | 0     | —          | —          | —         | —         | 23     | 3      |
| Леванте           | Всього            | Всього              | 78        | 5         | 3     | 0     | 0          | 0          | 0         | 0         | 81     | 5      |
| Астон Вілла       | 2024–25           | Прем'єр-ліга        | 7         | 0         | 3     | 0     | 0          | 0          | 0         | 0         | 10     | 0      |
| Всього за кар'єру | Всього за кар'єру | Всього за кар'єру   | 85        | 5         | 6     | 0     | 0          | 0          | 0         | 0         | 91     | 5      |